# C̊
Le C̊ (en minuscule c̊), appelé c rond en chef, est une lettre de l’alphabet latin utilisée dans quelques ouvrages linguistiques sur les langues du Caucase. 

## Représentations informatiques
Le c rond en chef peut être représenté avec les caractères Unicode suivants :
| Formes    | Représentations | Chaînes de caractères | Points de code | Descriptions                                       |
| --------- | --------------- | --------------------- | -------------- | -------------------------------------------------- |
| majuscule | C̊               | C◌̊                    | U+0043 U+030A  | lettre majuscule latine c diacritique rond en chef |
| minuscule | c̊               | c◌̊                    | U+0063 U+030A  | lettre minuscule latine c diacritique rond en chef |